# Pontus Dahbo
Pontus Bror Harry Dahbo, född 11 oktober 2005 är en svensk fotbollsspelare (mittfältare) som spelar för BK Häcken i Allsvenskan.

## Klubblagskarriär
Pontus Dahbo är son till den tidigare fotbollsspelaren Patrik Dahbo (född Karlsson). Hans moderklubb är Sävedalens IF, vilka han började spela i som sexåring.

### BK Häcken
Som 15-åring flyttade Dahbo till BK Häcken. Efter två år i klubbens akademilag – där han bland annat nådde final i Gothia Cup – skrev Dahbo i november 2022 på sitt första A-lagskontrakt med BK Häcken.
Den 18 februari 2023 fick en 17-årig Dahbo tävlingsdebutera för klubben, då han hoppade in i 5-0-segern mot Jönköpings Södra IF i Svenska Cupens gruppspel. I den allsvenska premiären fick han sedan också debutera i den högsta serien, då han hoppade in i slutminuten av 2-0-segern mot IF Elfsborg den 3 april 2023. Bara en och en halv vecka senare fick Dahbo för första gången starta en allsvensk match. För BK Häcken slutade mötet mot Kalmar FF den 15 april 2023 med en 1-3-förlust, vilket var de regerande svenska mästarnas första serieförlust sedan i juli 2022.
Våren fortsatte därefter med att BK Häcken fick fira ännu en titel, då de besegrade Mjällby AIF med 4-1 i Svenska Cupen-finalen den 18 maj 2023. För Dahbo blev det ingen speltid i finalen då han bevittnade hela matchen från avbytarbänken. Den 29 maj 2023 gjorde Pontus Dahbo sitt första allsvenska mål då BK Häcken besegrade IFK Göteborg med 4-1 i årets första derby. Under sommaren fick han för första gången också känna på Europaspel, då BK Häcken kvalade till Champions League och Europa League. Det första framträdandet på Europascenen kom den 18 juli 2023 när Dahbo ersatte en skadad Simon Gustafson i 2-0-segern mot walesiska The New Saints.
I april 2024 förlängde Dahbo sitt kontrakt i BK Häcken fram över säsongen 2027.

## Landslagskarriär
Pontus Dahbo har representerat Sveriges U19- och U17-landslag.
Debuten i Blågult skedde den 27 oktober 2021 då Dahbo var en del av det P16-landslag som besegrade Belgien med 2-1. Efter att tidigare enbart varit en del av Future Team-landslaget – för spelare med senare fysisk utveckling – fick han senare samma höst speltid i kvalet till U17-EM då han hoppade in i 2-2-mötet mot Lettland den 23 november 2021. Framträdandet blev det enda för Dahbo i EM-kvalet och han fick inte heller plats i truppen till EM-slutspelet efterföljande år.
Den 24 september 2022 gjorde Dahbo sin första U19-landskamp när P17-landslaget spelade 2-2 mot Österrike.

## Statistik
| Klubb              | Säsong             | Liga               | Liga    | Liga | Nationell cup | Nationell cup | Internationell cup | Internationell cup | Övrigt  | Övrigt | Totalt  | Totalt |
| Klubb              | Säsong             | Division           | Matcher | Mål  | Matcher       | Mål           | Matcher            | Mål                | Matcher | Mål    | Matcher | Mål    |
| ------------------ | ------------------ | ------------------ | ------- | ---- | ------------- | ------------- | ------------------ | ------------------ | ------- | ------ | ------- | ------ |
| BK Häcken          | 2023               | Allsvenskan        | 14      | 2    | 2             | 0             | 3                  | 0                  | -       | -      | 19      | 2      |
| Totalt i karriären | Totalt i karriären | Totalt i karriären | 14      | 2    | 2             | 0             | 3                  | 0                  | 0       | 0      | 19      | 2      |

## Meriter
BK Häcken
- Svenska Cupen (1): 2022/2023